# スラストSSC

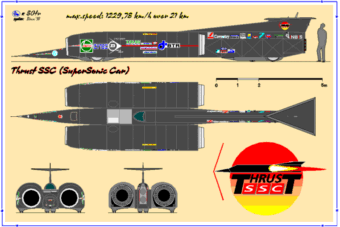
Thrust SSC

スラストSSC (Thrust SSC、Super Sonic Car) は、イギリスで設計・製作された速度記録専用自動車で、1983年以来の自動車の速度記録を1997年に更新すると同時に、世界初の「音速を突破した自動車」にもなった。ジェットエンジン推進である。

## 概要
開発にはRichard Noble、Glynne Bowsher、Ron Ayers、Jeremy Blissらが携わった。1997年10月15日、アメリカ合衆国ネバダ州において時速1,227.985キロメートル（時速763マイル）の自動車の速度記録を打ち立てた。この数値はマッハ1.016であり、世界で初めて音速を超える公式記録を残した自動車でもある。運転はイギリス空軍中佐のアンディ・グリーンが務めた。
SSC は全長16.5メートル、全幅3.7メートル、重量は10.5トンで、イギリス仕様のジェット戦闘機F-4K/M（ファントムFG.1/FGR.2）に積まれるものと同じロールスロイス・スペイと呼ばれるエンジンを2基搭載している。その推力は合計223キロニュートンに達し、毎秒18.2リットルの燃料を消費する。一般的に用いられる単位に換算すると、最高速度で走行中の燃費は、燃料1リットル当たり約18メートルになる。
世界記録が作られた後、World Motor Sport Councilは以下のような声明を発表した。
| 「 | The World Motor Sport Council homologated the new world land speed records set by the team ThrustSSC of Richard Noble, driver Andy Green, on 15 October 1997 at Black Rock Desert, Nevada (USA). This is the first time in history that a land vehicle has exceeded the speed of sound. The new records are as follows: - Flying mile 1227.985 km/h (763.035 mph) - Flying kilometre 1223.657 km/h (760.343 mph) In setting the record, the sound barrier was broken in both the north and south runs. Paris, 11 November 1997. | 」 |

なお実際には10月13日に超音速を（往復とも）達成している。しかし、ブレーキ用パラシュートの故障により制動距離が大幅に伸び、復路のスタート地点に戻るのが遅れ、制限時間の1時間に1分遅れた。そのため、FIA非公認記録ではあるが、ライバルだったクレイグ・フリードラブも超音速達成を認めた。
Richard Nobleは1983年にもスラスト2によって当時の世界記録（1,018km/h、633mph）を樹立しており、SSCとスラスト2はともにイギリス・コヴェントリーのCoventry Transport Museumに展示されている。
2016年現在、スラストSSCの記録更新を目指し、ブラッドハウンドSSCの計画が進んでいる。

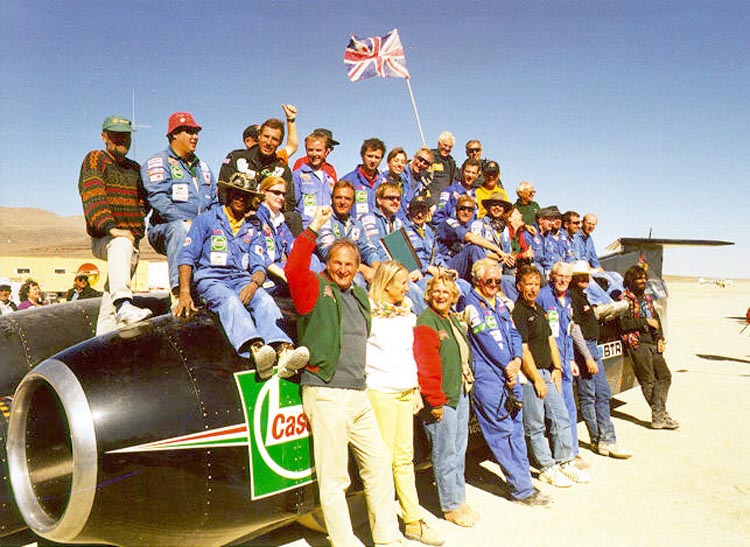
スラストSSCチーム

## 参考資料
- Richard Noble: Thrust: The Remarkable Story of One Man's Quest for Speed, Hardcover: Partridge, 1998, ISBN 1-85225-268-5; Paperback: Bantam, 1999, ISBN 0-553-81208-4